# Громовик пісковий
Громовик пісковий (Onosma arenaria) — вид рослин з родини шорстколистих (Boraginaceae), поширений у Євразії від центральної Європи до центрального Сибіру.

## Опис
Дворічна або багаторічна рослина з червоним кореневищем 15–40 см заввишки. Віночок світло-жовтий, завдовжки 12–20 мм, довший, ніж чашечка. Плід сіро-бурий, гладкий, блискучий твердий. Всі надземні частини рослини мутно-зелені та від білувато до жовтувато жорстко волосисті.

## Поширення
Поширений у Євразії від центральної Європи до центрального Сибіру.